# Kuhfisch
Der Kuhfisch (Lactoria cornuta), auch Langhornkofferfisch oder (Gehörnter) Kuhkofferfisch, gehört zur Familie der Kofferfische.
Der Körper des Kuhfisches ist wie der anderer Kofferfische durch einen Knochenpanzer geschützt. Nur bei Augen, Maul, Kiemen, After und Flossen ist dieser nicht vorhanden. Kofferfische haben keinen Kiemendeckel, sie können nur durch das Heben und Senken des Mundhöhlenbodens die nötige Wasserzirkulation erreichen.

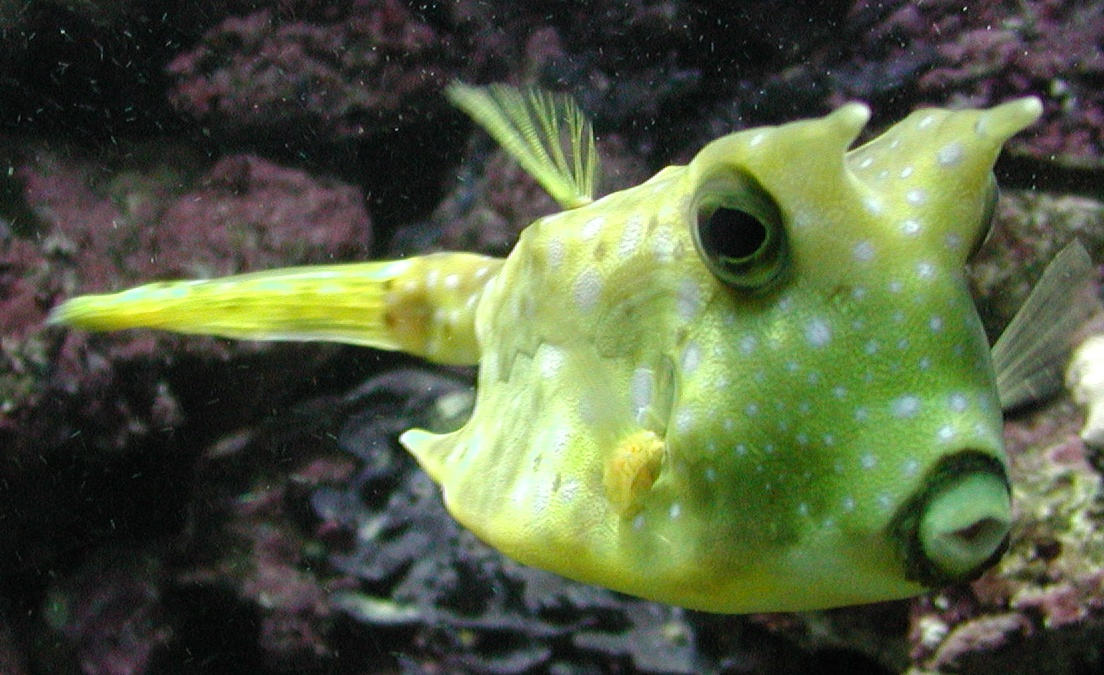
Kuhfisch

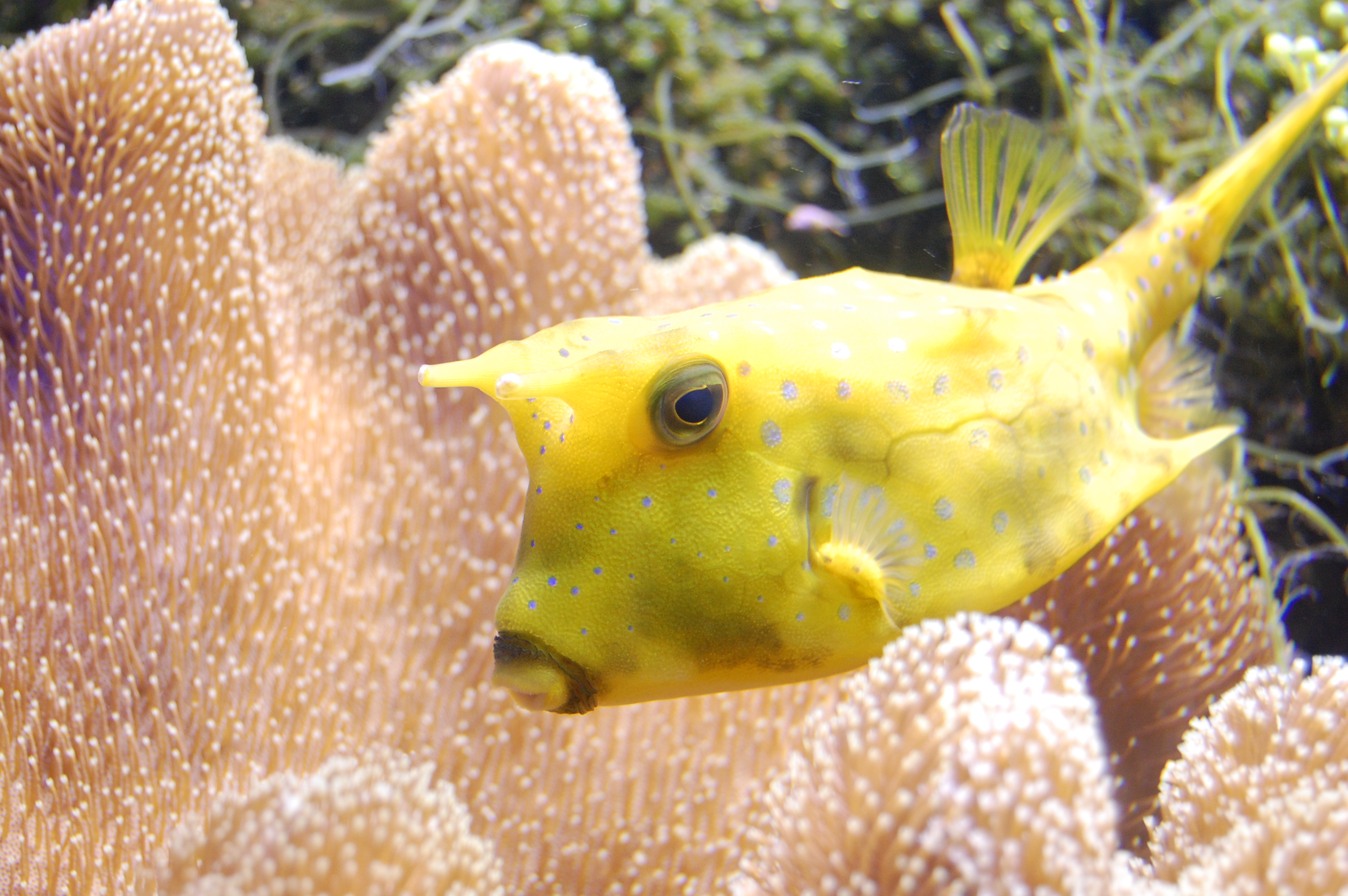
Kuhfisch

Kofferfische verfügen über ein starkes Hautgift (Pahutoxin). Dieses wird bei Gefahr ins Wasser abgegeben. Das Gift kann in kürzester Zeit andere Fische töten.
Die Brustflossen werden wie kleine Propeller benutzt, die Schwanzflosse wird jedoch nur bei der Flucht eingesetzt. Das macht den Kuhfisch zu einem sehr schnellen und wendigen Schwimmer.
Der Kuhfisch kann bis zu 45 Zentimeter lang werden. Er bewohnt im Indo-Pazifik den gesamten Bereich von Ostafrika und dem Roten Meer bis nach Indonesien, Japan, Südkorea und Französisch-Polynesien. Der Kuhfisch ernährt sich von kleinen wirbellosen Tieren, die er im Sand sucht und durch „Blasen“ findet. Er wird dabei oft von einem oder mehreren Lippfischen begleitet, die nur darauf warten, dass er Nahrung für sie freilegt.

## Aquaristik

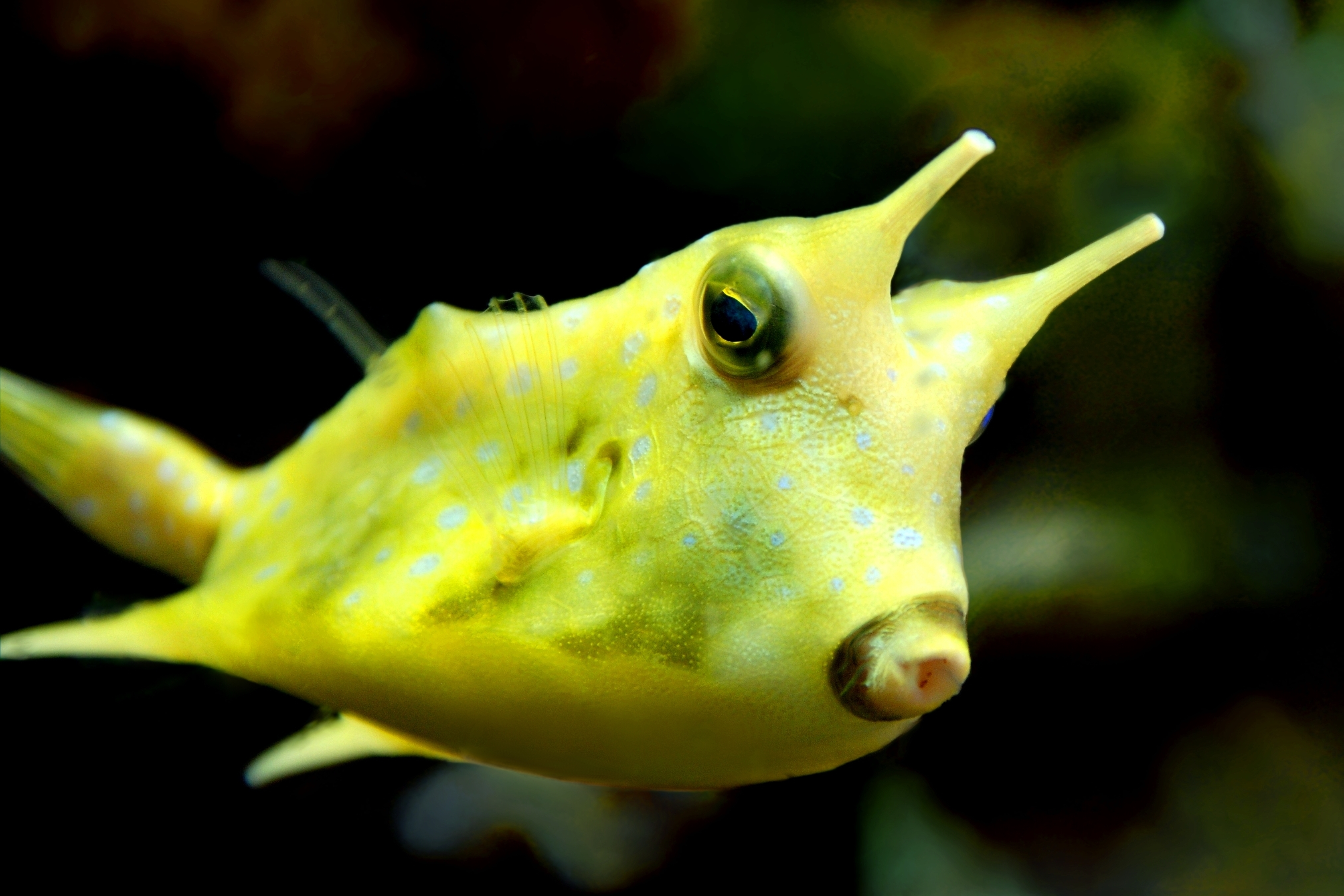
Kuhfisch in einem Aquarium des Naturhistorischen Museums Wien

Im Fachhandel werden oft winzige, nur zwei bis drei Zentimeter große Kuhfische angeboten, die vom Menschen als niedlich empfunden werden und diesen zum Kauf verleiten sollen. Der potentielle Käufer sollte allerdings wissen, dass die Tiere mindestens 30 Zentimeter lang werden und allerlei wirbellose Aquarieninsassen fressen können. Beim Tod oder einer Verletzung des Kuhfischs kann es passieren, dass das Gift Pahutoxin abgesondert wird, das im schlimmsten Fall alle anderen Aquarienfische töten kann. Bei artgerechter Haltung und entsprechender Pflege kann der Kuhfisch jedoch ein ausdauernder Aquarienbewohner sein.